# Uljanijja
Uljanijja (arab. عليانية) – wieś w Syrii, w muhafazie Al-Hasaka. W 2004 roku liczyła 537 mieszkańców.